# کنسرتو پیانو شماره ۲۱ (موتسارت)
کنسرتو پیانو شماره ۲۱ (انگلیسی: Piano Concerto No. 21)، در دو ماژور،  K. 467، اثری ساختهٔ ولفگانگ آمادئوس موتسارت است که یک ماه پس از کنسرتو پیانو شماره ۲۰،  در ۹ مارس ۱۸۷۵، تکمیل و به‌اتمام رسید.

## ساختار

### ارکستر
این کنسرتو برای سازهای پیانو، فلوت، ۲ ابوا، ۲ فاگوت، ۲ هورن در دو، ۲ ترومپت در دو، تیمپانی و ارکستر زهی تصنیف شده است.
کنسرتو پیانو دارای سه موومان به شرح زیر است:
1. آلگرو
2. آندانته
3. آلگرو

### موومان اول
گشایش موومان اول، آرام و به شکل مارش است، اما خیلی سریع به یک ملودی غنی‌تر می‌پیوندد که با هیاهویی در میان باد، پراکنده می‌شود، حجم ارکستر ناگهان افزایش می‌یابد و سپس ملودی اصلی با تم مارش که توسط بادهای برنجی اجرا می‌شود، به ویولن اول‌ها واگذار می‌شود. پس از آن این تم با نشاط، با اجرای برنجی‌ها، به یک ملودی کوتاه و آرام‌تر تبدیل می‌شود و با بازگشت مارش، ارکستر آمادهٔ ورودِ تکنواز می‌شود. تکنواز قبل از اینکه به گام نمایان در سل ماژور برسد، در حالی که ارکستر زهی روی آکورد دو ماژور قرار دارد، کادنزای مختصری اجرا می‌کند و سپس با موضوع‌های جدیدی در دو ماژور، زمینه برای ورود به گام سل ماژور توسط تکنواز آماده می‌شود. بلافاصله پس از آنکه ارکستر خبر از ورود به گام سل ماژور می‌دهد، ناگهان فضای موسیقی به سل مینور و تم اصلی (در بخشی از اجرا که یادآور سمفونی شماره ۴۰ و در همان کلید است)، تغییر مکان می‌دهد. پس از آن با مجموعه‌ای از گام‌های کروماتیک با حرکاتی رو به بالا و پایین، موسیقی به سمت «تم دوم»، هدایت می‌شود (همچنین تمی شبیه تم دومِ این موومان را می‌توان در «کنسرتو هورن شماره ۳» موتسارت شنید). پس از آن طبق معمول، بخش بسط و گسترش و بازگشایش قرار دارد و پایان موومان نیز دارای یک کادنزای دیگر است، گرچه در نسخهٔ اصلی موتسارت از بین رفته‌است.

### موومان دوم
موومان معروفِ آندانته، در گام زیرنمایان (فا ماژور) است. این موومان دارای سه قسمت و شروع آن فقط با اجرای ارکستر و بخش زهی با سوردین همراهی می‌شود. ملودی دراماتیکِ این موومان، توسط ویولن اول با همراهی ویولن دوم، ویولا و آرپژهای ویلنسل، کنترباس با پیتزیکاتو، اجرا می‌شود. تمام مقدمه یا قسمت اول و ارکسترال این موومان، در گام فا ماژور و فا مینور است. قسمت دوم، ورود تکنواز را اعلام می‌کند و با اینکه از فا ماژور آغاز می‌شود، اما تکرار عینی قسمت قبلی نیست، هرچند بعد از اجرای عبارت اول، مواد جدیدی به آن اضافه می‌شود و به کلیدهای جدیدی انتقال می‌یابد که در گام دو ماژور و دو مینور قرار دارد و یادآور تم‌های قبلی است. سپس این قسمت به سل مینور، سی بمل ماژور و بعد از آن به فا ماژور حرکت کرده و آمادهٔ ورود به قسمت سوم می‌شود. قسمت سوم با همان ملودی دراماتیک قسمت اول شروع می‌شود، اما این بار در گام لا بمل ماژور است و گام نسبی فا مینور محسوب می‌شود که گام موازی فا ماژور است. در انتهای این قسمت، موسیقی دوباره به فا مینور و فا ماژور باز می‌گردد و موومان دوم با یک کدا، به‌پایان می‌رسد.

### موومان سوم
موومان سوم در فرم روندو است که با یک تمِ «پرش‌دار» و همراهی کامل ارکستر آغاز می‌شود. بعد از آن پیانو با یک کادنزای کوتاه، وارد می‌شود و گسترش بیشتری به تم اصلی می‌دهد. در این قسمت، گفتگو و سؤال و جواب‌ها به‌صورت نرم و روان بین ارکستر و تکنواز رد و بدل می‌شود. در ادامه، تکنواز به اجرای آرپژهایی در گام می‌پردازد که این فیگورها، به تقویت و بسط و گسترش تم اصلی کمک می‌کند و با یک کادنزای کوتاه، دوباره به تم اصلی بر‌می‌گردد. بازگشت به تم اصلی همراه با افزایش گام‌هایی می‌شود تا قطعه را با یک نت پیروزمندانه به‌پایان برساند. 